# Iyad Allaoui
Pour les articles homonymes, voir Alaoui et Allawi.
Iyad Allaoui ou Allawi (en arabe : اياد علاوي), né le 31 mai 1944 à Adhamiyah, est un neurologue et homme d'État irakien. Il est Premier ministre du gouvernement intérimaire irakien entre juin 2004 et mai 2005.

## Biographie

### Études
Originaire du district d'Adhamiyah, au centre de Bagdad, Allawi fréquente le collège de Bagdad, puis est diplômé en neurologie de la faculté de médecine de la capitale irakienne.

### Début de sa carrière politique et exil
Dans les années 1960 et 1970, Iyad Allaoui est membre du Baath, et à ce titre, contribue à aider Saddam Hussein à accaparer le pouvoir.
En 1971, il s'installe à Londres et pendant quatre ans, il supervise les opérations du parti Baath en Europe et les activités locales des services secrets irakiens. En 1975, il tombe en disgrâce, pour des raisons encore inconnues, et les baasistes tentent de l’assassiner à plusieurs reprises. La troisième tentative, en 1978, lui vaut un an d'hospitalisation. Iyad Allaoui a vécu environ la moitié de sa vie au Royaume-Uni et garde sa nationalité britannique.

### Carrière politique contemporaine
En 1991, Iyad Allaoui fonde l'Entente nationale irakienne, mouvement d'opposants à Saddam Hussein exilés. Après la disgrâce d'Ahmed Chalabi aux yeux de la CIA et du département d'État, il devient l'opposant irakien favorisé par ces deux organisations, auxquelles il livre des informations. En avril 2003, il rentre en Irak et s'affirme progressivement comme le candidat le plus crédible au poste de Premier ministre dans le gouvernement intérimaire irakien, après les errements de son rival Chalabi, accusé d'avoir donné de faux renseignements à la coalition, de comploter contre l'Iran et d'avoir poussé à une « débaassisation » excessive qu'Allaoui dénonçait.
À la fin du siège et des bombardements sur Falloudja qui ont fait de nombreuses victimes, étant Premier ministre il déclare en anglais : « La zone a été nettoyée »[réf. nécessaire].
Le 28 mai 2004, le Conseil intérimaire de gouvernement désigne Allaoui comme Premier ministre du gouvernement intérimaire qui prend ses fonctions le 1er juin.
Le 18 juillet 2004, des insurgés offrent une récompense de 285 000 dollars américains à quiconque exécuterait Allaoui.
Le parti d'Iyad Allaoui conclut un accord avec d'autres formations laïques chiites et représente la « liste irakienne » aux élections de l'Assemblée constituante de janvier 2005. Il arrive alors à la troisième place avec près de 14 % des voix. Après de longues tractations, un gouvernement de transition est finalement formé et entre en fonction le 3 mai suivant. Allaoui cède son poste à Ibrahim al-Jaafari.
Lors des élections législatives de décembre 2005, sa coalition, la « Liste nationale irakienne », arrive en quatrième place avec 8 % des voix.
Pour les élections législatives de 2010, il est à la tête du Mouvement national irakien, une coalition à tendance laïque, qui arrive en tête avec 25,8 % des voix. Il tente depuis longtemps de convaincre les laïcs arabes irakiens sunnites et les Kurdes de tourner la page du confessionnalisme pour construire le nouvel État irakien, laïc, respectueux des croyances de chacun, mais où la religion ne se retrouverait plus en politique, mais dans la sphère privée. Allaoui souhaite porter un regard profond dans les domaines sociaux et l'éducation[réf. nécessaire].
Le 9 septembre 2014, il est nommé vice-président de la République, fonction qu'il occupe avec Nouri al-Maliki et Oussama al-Nujaïfi. Le 11 août 2015, le Parlement irakien adopte, parmi une série de réformes, la suppression des trois postes de vice-présidents. Le 11 octobre 2016, la Cour suprême invalide cette décision.